# Polyporus centroafricanus
Polyporus centroafricanus är en svampart som beskrevs av Núñez & Ryvarden 1995. Polyporus centroafricanus ingår i släktet Polyporus och familjen Polyporaceae.   Inga underarter finns listade i Catalogue of Life.